# Sovjak (Chorwacja)
Sovjak – wieś w Chorwacji, w żupanii virowiticko-podrawskiej, w gminie Suhopolje. W 2011 roku liczyła 13 mieszkańców.